# Rue de l'Ancienne-Mairie
La rue de l'Ancienne-Mairie est une voie de la commune française de Colmar.

## Situation et accès
Cette voie de circulation, d'une longueur de 90 m, se trouve dans le quartier centre.
On y accède par les rues de Turenne et de la Herse.
Cette voie n'est pas desservie par les bus de la TRACE.